# Adolf Huschke
Adolf Huschke (Berlín, 14 d'octubre de 1891 - Oranienburg, 29 d'agost de 1923) va ser un ciclista alemany que fou professional entre 1910 i 1923, amb un gran parèntesi provocat per la Primera Guerra Mundial.
En el seu palmarès destaca una Volta a Alemanya (1922), un Campionat de Zúric (1923) i un Campionat nacional en ruta (1921). Va morir de resultes de les ferides patides en una caiguda a la Rund um Berlin del 26 d'agost de 1923.
El seu germà Richard també fou ciclista professional.

## Palmarès
- 1911
  - 1r a la Berlín-Leipzig-Berlín
  - 1r a la Rund um Köln
  - 1r a la Rund um Berlin
  - Vencedor de 2 etapes de la Volta a Alemanya
- 1914
  - 1r a la Rund um die Gletscher
- 1920
  - 1r a la Rund um Spessart und Rhon
- 1921
  -  Campió d'Alemanya en ruta
  - 1r a la Rund um die Hainleite
  - Vencedor d'una etapa de la Múnic-Berlín
- 1922
  - 1r a la Volta a Alemanya i vencedor de 3 etapes
  - 1r a la Berlín-Cottbus-Berlín
  - 1r a la Rund um Spessart und Rhon
  - 1r a la Nürnberg-Munic-Nürnberg
  - Vencedor d'una etapa de la Múnic-Berlín
- 1923
  - 1r al Campionat de Zúric
  - 1r a la Berlín-Cottbus-Berlín
  - 1r a la Rund um Spessart und Rhon
  - Vencedor d'una etapa de la Múnic-Berlín